# Скот Спидман
Роберт Скот Спидман (енгл. Robert Scott Speedman; Лондон, 1. септембар 1975) британско-канадски је глумац.

## Детињство и младост
Рођен је 1. септембра 1975. године у Лондону у шкотској породици. Син је учитељице Мери и предузетника Роја Спидмана. Сестра Трејси му је преминула 8. фебруара 2016. године од последица рака. Са четири године, породица се преселила у Торонто.

## Приватни живот
У вези је са глумицом Линдси Реј Хофман. Добили су ћерку 26. октобра 2021. године.

## Филмографија

### Филм
| Улоге Скота Спидмана |                              |               |                    |                 |
| Година               | Српски назив                 | Изворни назив | Улога              | Напомена        |
| 2002.                | Tамно плава                  |               | детектив Боби Киоу |                 |
| 2003.                | Подземни свет                |               | Мајкл Корвин       |                 |
| 2006.                | Подземни свет: Еволуција     |               | Мајкл Корвин       |                 |
| 2008.                | Странци                      |               | Џејмс Хојт         |                 |
| 2012.                | Подземни свет: Буђење        |               | Мајкл Корвин       | архивски снимак |
| 2012.                | И у добру и у злу            |               | Џереми             |                 |
| 2016.                | Подземни свет: Крвави ратови |               | Мајкл Корвин       | архивски снимак |

### Телевизија
| Улоге Скота Спидмана |                       |               |               |                |
| Година               | Српски назив          | Изворни назив | Улога         | Напомена       |
| 1998—2002.           | Фелисити              |               | Бен Ковингтон | главна улога   |
| 2016—2018.           | Животињско краљевство |               | Бари Блеквел  | главна улога   |
| 2018—данас           | Увод у анатомију      |               | др Ник Марш   | главна улога   |
| 2021.                | Ти                    |               | Метју Енглер  | споредна улога |